# ساتوشي تسونامي
ساتوشي تسونامي (都並 敏史) (ولد 14 أغسطس 1961) هو لاعب كرة قدم ياباني سابق، شارك في كأس آسيا 1992 وكأس القارات 1995.

## روابط خارجية
- ساتوشي تسونامي على موقع الاتحاد الدولي (مؤرشف)  (الإنجليزية)
- ساتوشي تسونامي على موقع رابطة كرة القدم اليابانية للمحترفين (اليابانية)
- ساتوشي تسونامي على موقع قاعدة بيانات كرة القدم.إي يو (الإنجليزية)
- ساتوشي تسونامي على موقع ناشيونال فوتبول تيمز (الإنجليزية)
- ساتوشي تسونامي على موقع عالم كرة القدم.نت (الإنجليزية)

1. ↑  "معلومات عن ساتوشي تسونامي على موقع footballdatabase.eu". footballdatabase.eu. مؤرشف من الأصل في 2019-12-07.
2. ↑  "معلومات عن ساتوشي تسونامي على موقع national-football-teams.com". national-football-teams.com. مؤرشف من الأصل في 2020-03-13.
3. ↑  "معلومات عن ساتوشي تسونامي على موقع data.j-league.or.jp". data.j-league.or.jp. مؤرشف من الأصل في 2017-10-02.

ساتوشي تسونامي على فرق كرة القدم الوطنية.كوم